# Partia Romska
Partia Romska (romani Romani partija, serb. Romska partija / Ромска партија, RP) – serbska partia polityczna reprezentująca mniejszość romską.
Partia powstała 15 listopada 2003. W wyborach parlamentarnych w 2007 ugrupowanie wprowadziło jednego przedstawiciela do Zgromadzenia Narodowego. Mandat poselski utraciła jednak w 2008. Przed wyborami w 2012 Partia Romska weszła w skład zwycięskiej koalicji skupionej wokół Serbskiej Partii Postępowej, w ramach której ponownie uzyskała jedno miejsce w Skupsztinie, które objął jej lider Srđan Šajn.